# Verdenskortet ved Klejtrup Sø
Verdenskortet ved Klejtrup Sø er en miniudgave af verden med søer, floder, bjerge og flag omtrent 12 km vest for Hobro. Verdenskortet er bygget af dansk-amerikaneren Søren Poulsen (1888-1969) i årene fra 1944 og indtil hans død. Kortet måler 45 x 90 m, og 1 breddegrad på 111 km svarer til 27 cm på kortet.
- Danmark